# Akulturace

Čtyři základní formy akulturace: 1 - Segregace, 2 - Integrace, 3 - Asimilace, 4 - Marginalizace

Akulturace je psychosociální proces, který probíhá v situacích, kdy se dostávají do dlouhodobého kontaktu příslušníci dvou nebo více kulturních společenství. Jde o případy soužití etnických menšin s majoritní populací v jedné zemi, adaptaci imigrantů po příchodu do hostitelské země, řízení nadnárodních firem prostřednictvím managementu složeného z pracovníků s odlišným kulturním zázemím aj. Akulturace hraje také závažnou roli ve vzdělávání dětí a dospělých z rodin etnicky odlišných imigrantů (například dětí Ukrajinců, Vietnamců a jiných cizinců v českých školách).
Podle teorie interkulturní psychologie může mít proces akulturace tyto hlavní strategie:
- Integrace příslušníků etnické menšiny či imigrantů, kteří přejímají kulturu většinové společnosti, respektive hostitelské země, ale uchovávají si i svou původní.
- Asimilace, kdy cizinci nebo příslušníci menšin splynou s novou kulturou a opouštějí svou původní.
- Separace, při níž žijí jedinci v izolaci od nové kultury, pouze se svou starou kulturou.
- Marginalizace, při níž identita jedinců není opřena ani o původní, ani o novou kulturu, nýbrž jen o subkulturu své skupiny.[2]

Akulturace představuje proces sociálních a kulturních změn, které vznikají v důsledku interakce různých kultur. Proces akulturace je výsledkem trvalého a dlouhodobého kontaktu s odlišnou kulturou. Jedná se o vzájemné přejímání a splývání prvků rozdílných kultur jednotlivci, skupinami, popřípadě celými sociálními vrstvami. Z hlediska jedince mluvíme o akulturaci jako o integraci jedince do kulturního společenství, popřípadě přizpůsobením se novému kulturnímu prostředí. U skupin obyvatelstva mluvíme o akulturaci jakožto o jevech, které jsou výsledkem styku mezi skupinami jedinců z různých kultur, výsledkem kterého je změna v původní kultuře nebo změna obou kultur.
Mezi přejímané prvky mimo jiné řadíme ideje, pojmy, hodnotové představy, formy vlády, instituce, techniky, výrobky, jídlo a odívání. Z tohoto hlediska je akulturace spojená především s difúzí kulturních prvků, kulturních komplexů a migrací etnických skupin v prostoru. Přizpůsobení jedince cizí kultuře může být částečné či úplné. Vliv odlišné kultury může v některých případech posilovat tendence ke zdůrazňování vlastní odlišnosti. 
Od roku 1880 označoval Powell anglickým výrazem akulturace jako "výpůjčka z jiné kultury". Pojem akulturace byl ale poprvé definován Robertem Redfieldem, Ralphem Lintonem a Melvillem J. Herskovitsem v roce 1935 takto: "Akulturace zahrnuje jevy, které jsou výsledkem přímého a nepřerušeného styku mezi skupinami jedinců z různých kultur, z čehož následně vyplývají změny v původních kulturních typech jedné nebo obou skupin."  Podle této definice je akulturace třeba odlišovat od kulturní změny, pod kterou je zahrnována jen jako jedna z jejich forem a od asimilace, která je někdy považovaná za jeden aspektů akulturace. 
Brzy po začátku 19. století vystoupilo do popředí slovo difuze a výraz akulturace byl používán zřídka, ne-li vůbec. Spolu s tím, jak se učenci pokoušeli rekonstruovat skutečnost výpůjčky, studie o difuzi se vlastně staly analýzami rozložení rysů a „komplexů“ jednotlivých kultur. Postupně si badatelé povšimli toho, že tyto práce mohou být účinné jen v jednom bodě a ti, kteří usilovali o pochopení dynamických stránek procesů, se obrátili k analýze kultur, v nichž bylo skutečně možné pozorovat změnu. Pro tato zkoumání se začalo používat označení „studium akulturace“ (nebo výrazu “kulturní kontakt”, užívaného v Anglii).Pro současné výzkumy je však typická snaha studovat akulturaci jako bilaterální proces, při kterém dochází k modifikaci, transformaci nebo změně obou kultur, které jsou spolu ve vzájemném kontaktu. Příkladem akulturace může být přizpůsobování naší kultury kultuře americké, tzv. amerikanizace, např. ve stylu rychlého občerstvení.
V mnoha případech, i při nenásilném kontaktu dvou kultur, dochází k tomu, že jedna kultura se asimiluje, podléhá kultuře vyspělejší.
Podle Kutnohorské lze akulturaci definovat jako:
- Typ endogenní kulturní změny, k níž dochází při vzájemném kontaktu různých kultur
- Proces sociálního učení, jímž jedinec nebo skupina získává a osvojuje si přímou a dlouhodobě trvající interakcí s jinou (cizí) kulturou charakteristické znaky (cizí) kultury
- Předávání kultury z generace na generaci,
- Adaptace člena/ů cizí skupiny (out-group) na chování vlastní skupiny (in-group),
- Vrůstání jedince do kulturního společenství, které má šest fází:
  1. Rané dětství se vztahem k matce,
  2. Dětství se vztahem k hračkám,
  3. Dětství se vztahem ke skupině,
  4. Preadolescence s egocentrismem a přelétavým přátelstvím,
  5. Adolescence s trvalejším přátelstvím,
  6. Zralost s plným zařazením do společnosti. V tomto významu je synonymem socializace.

Akulturační proces probíhá ve dvou fázích. V první fázi dochází k výběru určitých prvků jiné kultury a zamítnutí jiných. Ve druhé fázi dochází k postupnému osvojování vybraných prvků, přičemž velmi často jsou přijímané prvky modifikovány a přizpůsobovány vlastní, socializačním procesem osvojené, kultuře. V některých případech dochází i dezintegraci a konfliktům mezi oběma kulturami, po nichž nastane integrace v novém útvaru, který se zcela nebo částečně liší od obou starých. Akulturace však není pouze jednosměrným procesem.
Problematika akulturace je v mezikulturní psychologii v současnosti jednou z nejfrekventovanějších. Nárůst studií a disertací o akulturaci v posledních desetiletích je více než geometrický. Je to zřejmě dáno velkým pohybem lidí mezi státy i kontinenty, procesem globalizace. Rudmin to např. dává do vztahu s rostoucím počtem výzkumníků z menšinových skupin. Mnozí z mezikulturních psychologů skutečně mají takový původ, nebo mají osobní mezikulturní zkušenost. Je nesporné, že tematika mezikulturní interakce je z hlediska praktické aplikace vysoce produktivní. A je také vysoce aktuální – nejenom v souvislosti s diskutovanými i reálně se projevujícími nedorozuměními mezi západní a islámskou kulturou.

## Strategie adaptace
Strategií adaptace imigrantů v hostitelské zemi se zabýval už J. W. Berry (1980,1997), který vypracoval její možné schéma. Schéma zahrnuje čtyři strategie adaptace: Integrace, asimilace, separace, marginalizace.

### Integrace
Integrace je takový způsob adaptace, kdy imigranti uznávají, že poznání a přijetí kultury hostitelské země je pro ně důležité, avšak současně si chtějí udržet i svou vlastní kulturu. Integrovaní imigranti mají pak dvojí kulturní identitu, tj. jednak svou původní a jednak nově získanou.

### Asimilace
je způsob adaptace, při němž imigranti usilují o co největší splynutí s obyvatelstvem hostitelské země, kdežto svou původní kulturu považují za málo důležitou pro život v novém prostředí. Tato strategie předpokládá časté kontakty imigrantů s příslušníky hostitelské země, poznávání a osvojování jejich jazyka, hodnot, norem, zvyklostí

### Separace
Separace čili oddělení vlastně není adaptace, nýbrž spíš její odmítnutí. V tomto případě imigranti nepovažují kontakt s kulturou a příslušníky dominantní kultury za důležitý a setrvávají v určité izolaci od ní, pouze se svou původní kulturou.

### Marginalizace
Marginalizace je strategie těch imigrantů, kteří necítí potřebu kontaktu s většinovou kulturou, ale neuchovávají si ani svou původní kulturu. Jejich identita není kulturně opřena ani o kulturu vlastních rodičů, ani o kulturu hostitelské země. Identifikují se jen se subkulturou své vlastní skupiny.
Uvedené typy adaptací se týkají nejen migrantů, ale uplatňují se i ve styku autochtonních etnických a kulturních menšin s majoritní společností.

## Kulturní šok
Pokud je člověk vystaven působení odlišné společnosti, kultury či jazyka náhle a bez přípravy, může to u něho vyvolat dojem nárazu a cizoty. Projevuje se například těmito pocity: 
- stesk po domově
- úzkost
- smutek
- hněv
- osamělost
- nedostatek koncentrace atd.

Ačkoliv kulturní šok není zdravotní stav a často se mu nelze vyhnout, mohou jej jednotlivci výrazně zmírnit. 
- Připravovat se na nový život v novém prostředí předem je jeden z nejlepších kroků proti kulturnímu šoku.
- Jednotlivci mohou zkoumat hostitelskou kulturu a učit se hostitelský jazyk, pokud byl pro ně cizí.
- Velký význam má jejich vlastní očekávání o životě na novém místě a měli by si uvědomit, že mohou čelit různým problémům či výzvám.
- Jedinci by se měli snažit udržet své vztahy s přáteli a rodinou, i když vytvářejí nové vztahy v novém prostředí. Umožní jim to ponořit se do nové kultury a zároveň neztratit spojení s jejich původní kulturou a vlastí.

### Reverzní kulturní šok
Návrat domů nemusí být zdrojem okamžité úlevy a může naopak vyvolat kulturní šok opačný. Tento jev se často nechápe jako kulturní šok, a přece jej tak mnoho lidí po návratu domů prožívá. Čím déle byl někdo mimo domov, tím těžší může být přizpůsobení po návratu, protože jeho rodná země se liší od té, kterou kdysi opustili, od domácnosti, kterou si pamatují z dřívějších let. Přechod může být také obtížnější, pokud byl návrat náhlý, neočekávaný nebo nedobrovolný. 

## Schumannův model
Akulturace je psychosociální proces přizpůsobení a vyrovnávání při dlouhodobém kontaktu s jinou kulturou, jazykem atd. Podle Schumannova akulturačního modelu je ovlivňována jak sociálními, tak psychologickými faktory. Dle něho je základem akulturace seznámení se s novým jazykem, protože většinový jazyk je často podmínkou společenského začlenění..  

### Psychologické faktory

#### Jazykový šok
V moderní městské společnosti se lidé často setkávají s cizinci, kteří uznávají jiné hodnoty, mají jiné zvyky, mluví jiným jazykem a mnoho dalšího. Jazykový šok může nastat, když se člověk ocitne v prostředí, kde lidé mluví jinou řečí. Jedinec se musí přizpůsobit prostředí a snažit se porozumět řeči většiny. Musí přijít na způsob, jak s nimi komunikovat a seznámit se s jejich zvyky. Pro takového jedince je to výzva a záleží na tom, jak se s ní popere. Je to právě jazyk, kterým vyjadřujeme, kdo jsme.

#### Kulturní šok
Kulturní šok může nastat, když se člověk dostane do neznámého prostředí, když delší dobu žije v cizím prostředí, kde nezná místní jazyk ani pravidla. V kulturním šoku může být člověk několik dní, týdnů nebo třeba i měsíců. Všechno záleží na jedinci, jak se s tímhle stavem vyrovná a jak rychle se dokáže přizpůsobit. Kulturní šok může mít na člověka i dlouhodobý dopad. 

#### Motivace
Motivace je soubor podnětů, které vedou k jednání a k dosažení určitého cíle. Většinou člověka motivuje, když je zvídavý a chce se něco naučit nebo například něčeho dosáhnout. Člověka často motivuje, když si chce naplnit nějaké přání nebo potřebu. Motivaci si může vytvořit sám, anebo může přijít z okolí, například povýšení v práci.

### Sociální faktory

#### Sociální dominance
Teorie sociální dominance (TSD) vytvořila model, kterým se snaží vysvětlit nekonečné utlačování mezi lidmi. I když teorie sociální dominance v sobě obsahuje nové složky, její předností je, že je schopna v rámci vlastního modelu přijmout a spojit mnohé významné a užitečné přístupy.

#### Integrační vzory
- Menší integrace mezi kulturami = větší sociální vzdálenost
- Větší integrace mezi kulturami = menší sociální vzdálenost

Sociální vzdálenost vzrůstá, když člověk nemá žádnou interakci a ani snahu o komunikaci s členy většinové kultury. Vzdálenost naopak klesá, když je člověk ochotný komunikovat a je otevřený novým věcem.

#### Soudržnost
- Skupina soudržných = větší sociální vzdálenost
- Skupina nesoudržných = menší sociální vzdálenost

#### Kulturní shoda
- Velmi odlišné kultury = vzrůstající sociální vzdálenost
- Velmi podobné kultury = klesající sociální vzdálenost

#### Postojové faktory
- Negativní postoj vůči členům cílové jazykové kultury = vzrůstající vzdálenost
- Pozitivní postoj = klesající vzdálenost